# Castello di Sprondasino
Il castello di Sprondasino sorge a circa 400 mslm sul Colle di Terra Vecchia a circa 3 Km a nord del comune di Bagnoli del Trigno, in provincia di Isernia, all'incrocio dei tracciati del tratturo Celano-Foggia e del tratturello Castel del Giudice-Sprondasino-Pescolanciano.

## Storia
La posizione del castello è strategica sia per il controllo della transumanza, che il controllo del fondovalle del Trigno e del suo affluente Verrino, oltre ad essere in collegamento visivo con Bagnoli del Trigno e Pietrabbondante.
La prima fonte storica a citare il castello Sporonasinam è il Catalogus baronum del XII secolo, che riporta la sua appartenenza al feudo di un non meglio precisato Matheus. Nel 1270 Carlo I d'Angiò affida il castello a Guglielmo di Raifoso di Avignone, mentre nel 1272 il castello passa a Guglielmo di Savors.
Nel 1415 è di proprietà di Antonio d'Evoli, signore di Castropignano, mentre passa a Paolo di Sangro, insieme al feudo di Civitacampomarano, per il supporto dato ad Alfonso V d'Aragona nella battaglia di Sessano del 28 giugno 1442 contro Antonio Caldora, che era accampato a Sprondasino.
Il castello viene distrutto dal terremoto del  5 dicembre 1456.

## Architettura
Lo stato attuale di rudere del castello, coperto da una fitta boscaglia, rende difficile la ricostruzione della sua struttura, ma la pianta doveva essere trapezoidale con lati di lunghezza da 30 a 40 metri ed un'altezza di circa 4 metri.
I resti di una torre sono ancora visibili dal viadotto dalla Strada statale 650 di Fondo Valle Trigno che taglia il Colle di Terra Vecchia.